# Pluteus cyanopus
Pluteus cyanopus är en svampart som tillhör divisionen basidiesvampar, och som beskrevs av Lucien Quélet. Pluteus cyanopus ingår i släktet Pluteus, och familjen Pluteaceae. Arten är reproducerande i Sverige.

## Bildgalleri

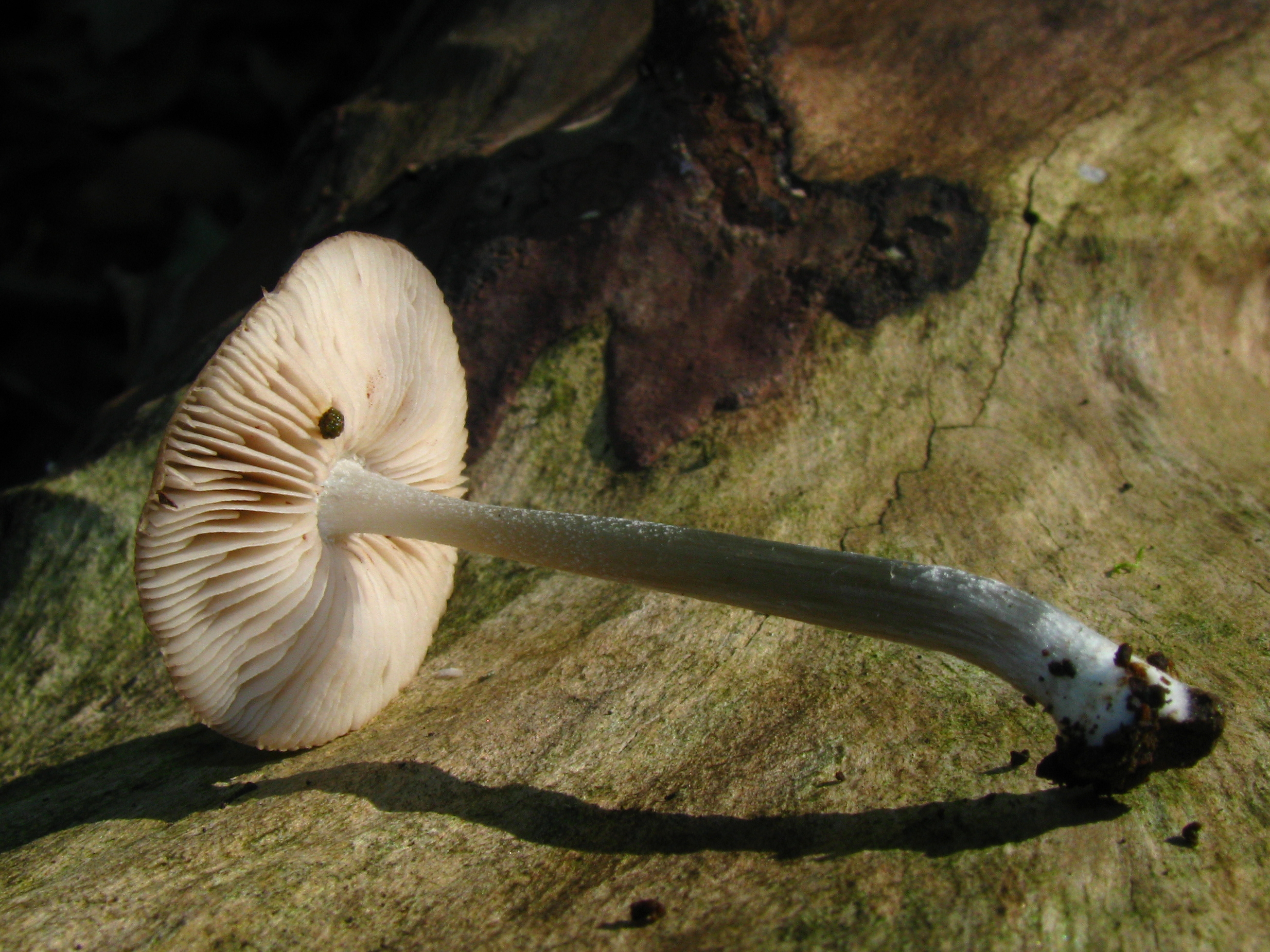